# アレグリア (菓子)

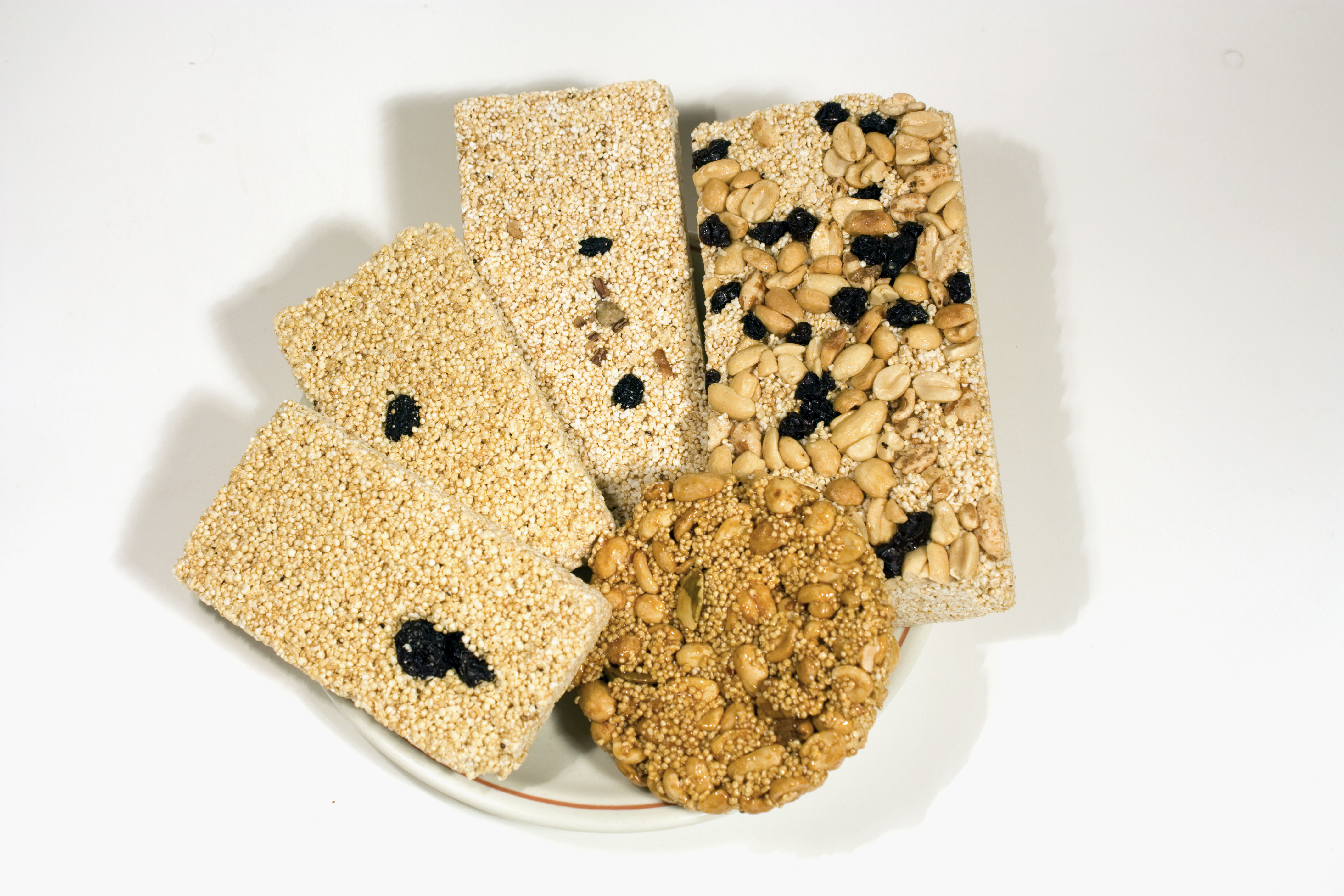
アレグリアの例

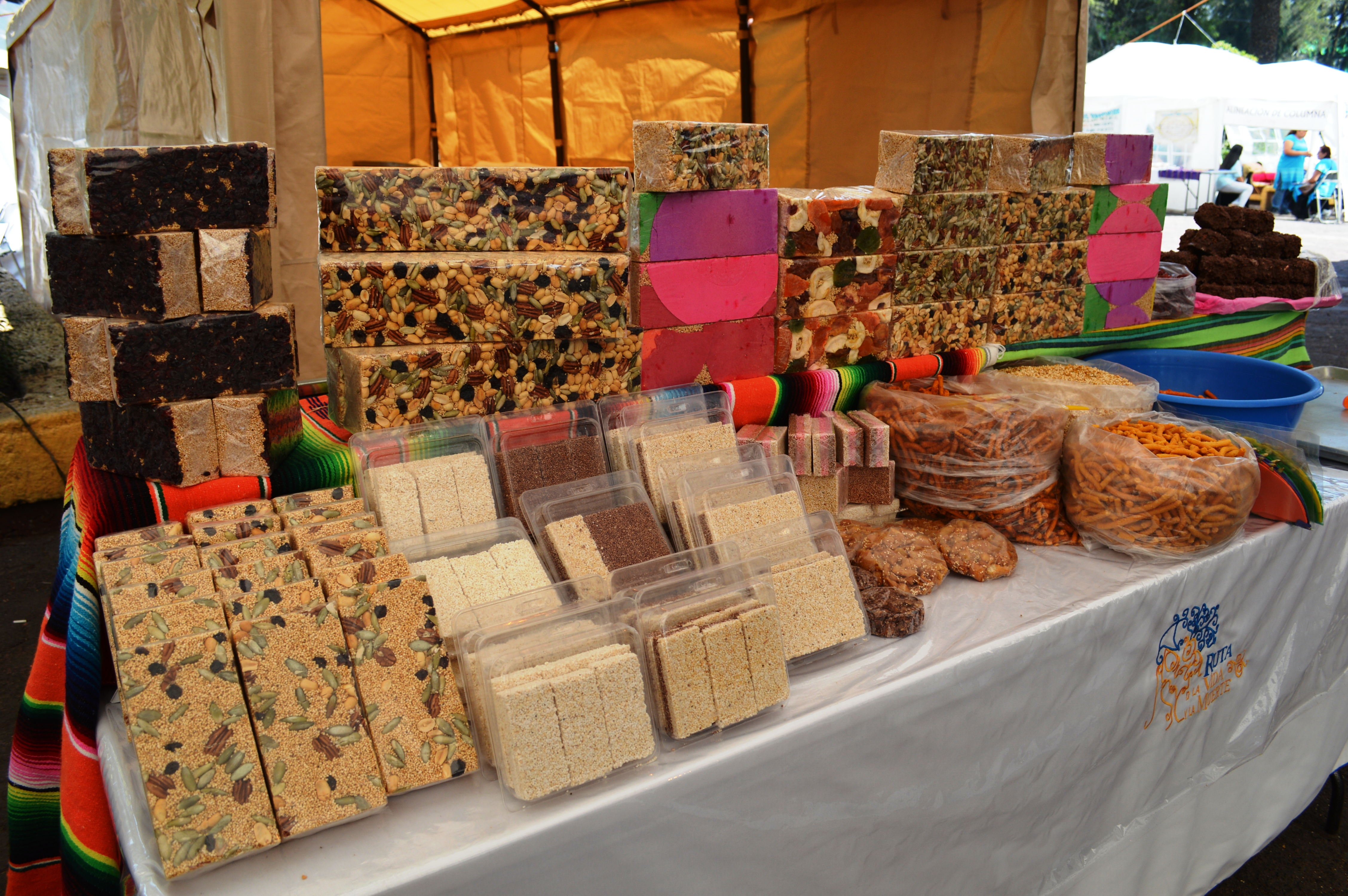
市販されるアレグリア

アレグリア（スペイン語: Alegría）はメキシコの菓子。アマランサスの種子を炒って、黒砂糖や蜂蜜で固めたものである。レーズンやナッツ類を加えることもある。日本で紹介される際にはおこしが引き合いに出される。
16世紀から、メキシコシティ内ソチミルコのサンティアゴ・トゥルイェウアルコで作られている。2016年にはメキシコの無形文化財に認定されている。